# Le Pharo
Le Pharo est un quartier du 7e arrondissement de Marseille. On y trouve le palais du Pharo, construit par Napoléon III, et ses jardins ainsi que la plage des Catalans. Les directions d'Aix-Marseille Université et de la métropole d'Aix-Marseille-Provence siègent dans ce quartier.

## Toponymie
Mortreuil atteste du nom authentique : "signum quod Farot vulgariter nuncupatur" (Lettre du sénéchal de Provence, 1302).
Son nom lui vient de l'anse du Faròt voisine, qui accueillait autrefois une vigie (signum) sur la mer (En occitan, un faròt est un petit phare).

## Limites du quartier
Le quartier administratif du Pharo, au sens du décret no 46-2285 du 18 octobre 1946 qui a délimité les 111 quartiers de Marseille, est limitrophe de plusieurs quartiers du7e arrondissement : Endoume, Saint-Lambert et Saint-Victor,.
Il est délimité au nord par la mer Méditerranée et le bassin du Vieux Port, à l'est, la rampe Saint-Maurice, au sud, l'avenue de la Corse, et à l'ouest, la mer Méditerranée.

## Desserte
Le quartier est desservi par les lignes de bus        de la RTM.